# マヌエル1世 (トレビゾンド皇帝)

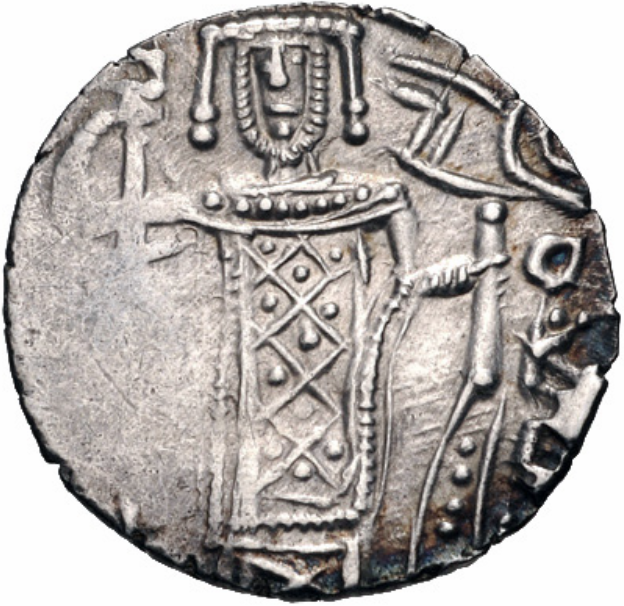
マヌエル1世の治世に鋳造されたアスプロン硬貨

マヌエル1世メガス・コムネノス（マヌエル1せいメガス・コムネノス、ギリシア語: Μανουήλ Κομνηνός, 1263年3月没）は、1238年から1263年にかけてトレビゾンド帝国を統治した第4代トレビゾンド皇帝である。彼はトレビゾンド帝国初代皇帝アレクシオス1世とテオドラ妃の息子であった。マヌエル1世の治世の頃、トレビゾンド帝国は黒海南岸沿いに広がる領地を有していた。14世紀のトレビゾンド帝国の歴史家ミカエル・パナレトスは彼の書物において、「マヌエル1世は最も優れた将軍であり、最も恵まれた者であった」 と言及し、また彼の治世に対しては、「マヌエルの政治は神の目から見ると非常に徳に満ちた政治であった」と称賛している。しかし、パナレトスの年代記に記されたマヌエル1世の治世での出来事は、1243年1月にトレビゾンドの街を破壊的な大火が襲ったことのみである。マヌエル1世の治世における重要な出来事の多くは諸外国の文献に記されている。その数ある出来事でも最も重要とされているのは1254年に敢行されたシノーペー奪還であるとされる。シノーペーは1214年にルーム・セルジューク朝に奪われており、マヌエルは実に40年ぶりの快挙を成し遂げたのだった。

## 迫り来るモンゴル
1243年、トレビゾンド帝国軍は迫り来るモンゴル帝国軍に対抗するため、セルジューク朝軍に援軍を派遣し、ニケーア帝国からの援軍部隊と共にモンゴル軍と戦った。これらの支援にもかかわらず、セルジューク朝の軍勢は壊滅し、セルジューク朝とトレビゾンド帝国を始めとする援軍派遣国はモンゴルに対する服属を迫られた。そして1246年頃には、マヌエル1世が直々にモンゴル皇帝グユクの宮廷を訪問した。現在のロシア人ビザンツ学者ロスタム・シュクロフによると、このマヌエル1世の直々の訪問は大変重要な意味を持つという。モンゴル帝国の属国の君主らが自らモンゴル宮廷を訪れることは、彼らにとって必要不可欠な儀式・礼儀であったとされる。属国君主はモンゴル宮廷を直接訪問することで、「大ハーン家の一員」として認められることができたのだ。またシュクロフは以下のようにも記している。「当時アナトリアはセルジューク朝の強固な支配下に置かれていたため、アナトリア地方における社会体制や政治的仕組みを変えるためには、モンゴル人の来襲やジャルリグに基づいたセルジュークに対する制裁処置などが必要不可欠であった。」

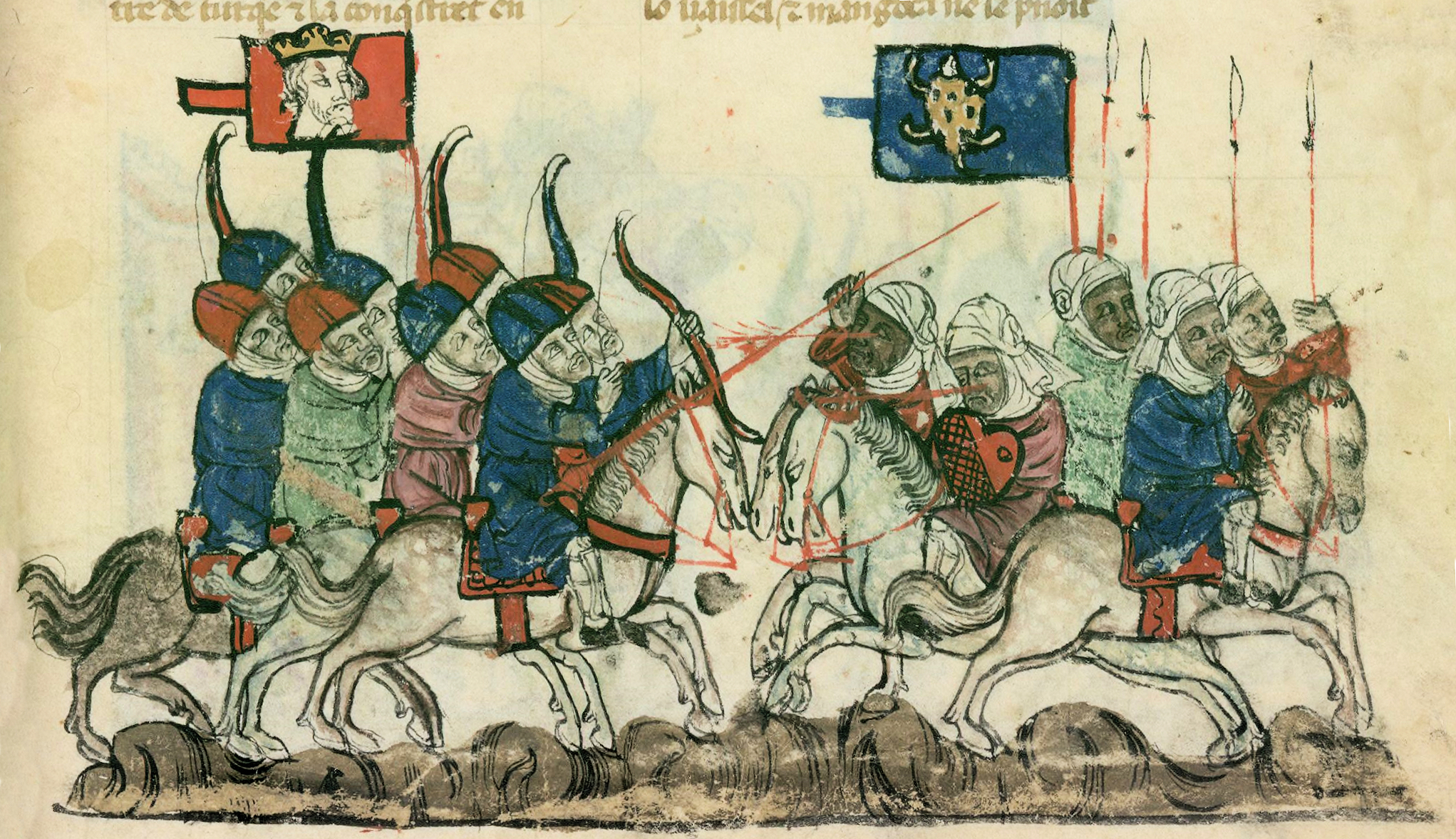
キョセ・ダグの戦い

1254年6月24日、マヌエルはシノーペーを奪還し、Ghadrasをこの黒海沿岸の港町の統治者に任命した。歴史家Michel Kursanskisによれば、この出来事がトレビゾンド帝国の慣習にそぐわない出来事であると認める一方、同時に彼は、シノーペー攻撃前にマグヌスがモンゴル帝国からの何らかの許可や司令を得ていたのではないかと主張している。マヌエルがこのシノーペーという港町をセルジューク朝から奪還したことで、セルジューク朝は内陸へと押し込められ、トレビゾンド帝国は再び黒海で強力な海軍力を擁する帝国へと返り咲いた。

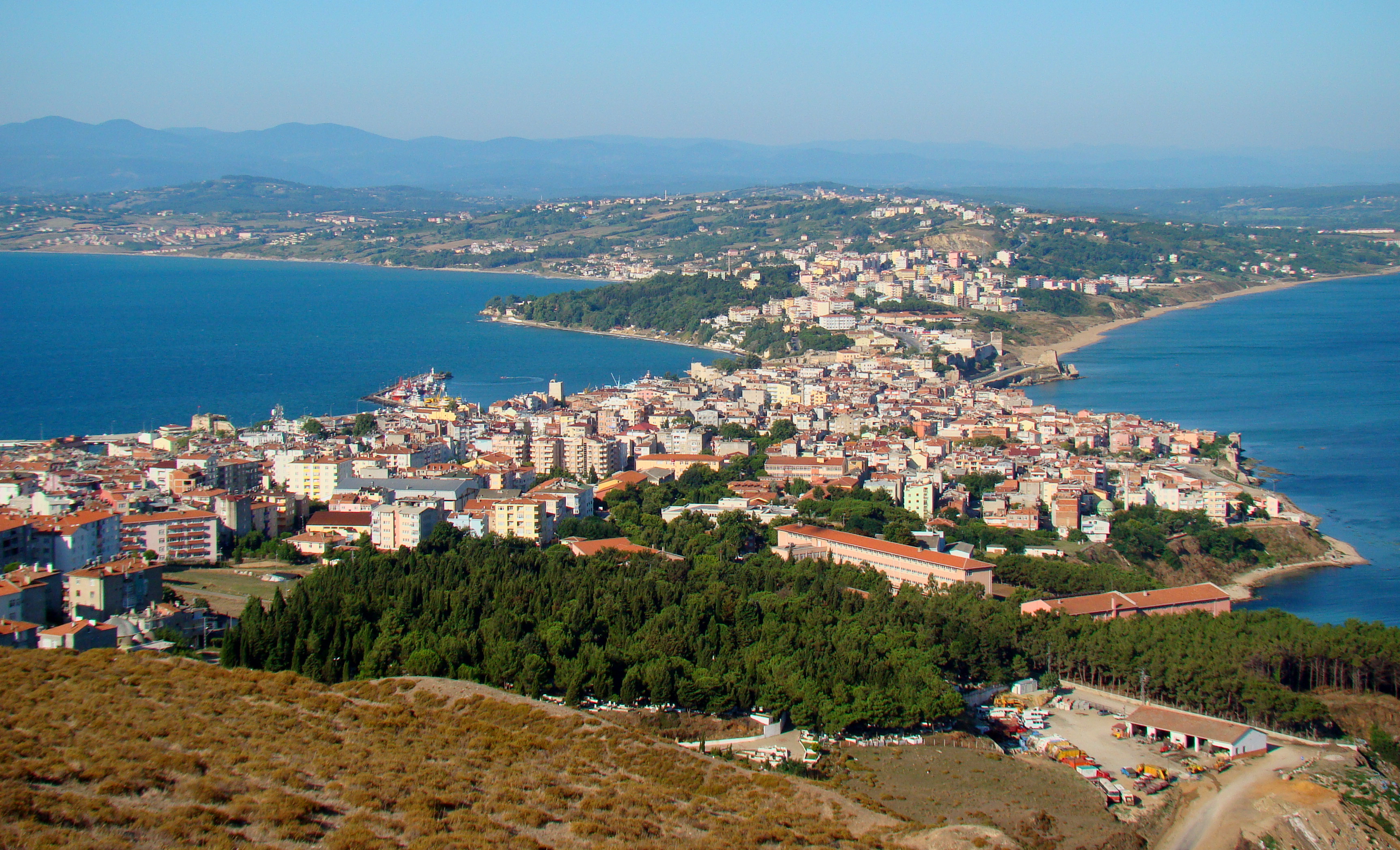
シノーペーの街並み

シュクロフはKurškanskisの意見に対して反論しており、シノーペー奪還のためにマヌエル1世はイランのモンゴル政権からジャルリグを得ており、これはセルジューク朝の宗主国であるジョチ・ウルスの権威を貶めることに繋がったと主張する。マヌエル1世はシノーペーを攻め落とした際、この港町はセルジューク朝海軍長官Shuja al-Din 'Abd al-Rahmanにより統治されていたが、彼は1253年に当時のジョチ・ウルスのハーン・バトゥのもとに使節として向かった際、ナワーブ就任を許可するジャルリグをバトゥから授かっていたという事実からもそのことは窺える。1256年10月、ルーム・セルジューク朝のスルタンカイカーウス2世はモンゴル軍と対決し、バイジュの軍勢に敗北した。カイカーウス2世は敗戦後、ニケーア帝国に亡命し、アナトリア半島の支配者はジョチ・ウルスからイル・ハン国へと変わっていった。
マヌエル1世メガス・コムネノスは1263年3月に亡くなった。パナレトスの言葉を借りれば、彼は「神に気に入らし、また選ばれし皇帝」であった。トレビゾンド皇帝の帝位は彼の長男アンドロニコスに引き継がれた。

## フランス王ルイ9世への使節
1253年、マヌエルは十字軍遠征としてエジプトに滞在していたフランス王ルイ9世のもとに使節を派遣した。マヌエルはフランス王女と結婚することで、両国との間に強固な関係を構築しようと試みていたとされる。現代の歴史家ウィリアム・ミラーによると、フランス王ルイ9世はその十字軍遠征に王女を随行させておらず、代わりにマヌエル1世に対してラテン帝国と婚姻関係を結ぶことを推奨したという。「マヌエル1世のような偉大で裕福な皇帝の助力は、仇敵ニケーア帝国やギリシャ系貴族ヴァタツェス家と対抗するラテン帝国に対して非常に有益な支援になったであろう。」とミラーは主張する。十字軍遠征に参加していたルイ9世の重臣ジャン・ド・ジョアンヴィルは自身の伝記にマヌエルの豊かさを示す記述を残している。その記述によれば、マヌエルはルイ9世に対して多種多様な宝石やその他の贈り物に加え、ハナミズキの木材で作られた弓矢を贈呈したという。またその矢の矢羽は弓に嵌め込められており、矢を放った際にはその矢が非常に鋭く、また非常によく作り込まれていることが見て取ることができたという。
しかしながら、ミラーの主張ではマヌエルがルイ9世のもとに使節を派遣した理由が明らかになっていない。これについては、他の2人の歴史家が矛盾のない説を発表している。1人目の歴史家Kuršanskisによると、マヌエル1世が使節をルイ王のもとに派遣する前に皇妃 アンナ・キシラロエが崩御していたと仮定することで、この理由を説明している。皇妃を失ったマヌエルが新たにフランス王女と結婚することでフランス王国との間に婚姻関係による同盟を締結することは非常に望ましいことであったからだ。そして、ルイ9世の固辞を受け入れたマヌエルはその後エイレーネー・シリカイナと結婚したのだと結論づけている。2人目の歴史家シュクロフは、使節派遣の裏には宗主国モンゴルの思惑があると主張する。マヌエルの宗主国であるモンゴル政権は当時キリスト教に傾倒していたことが広く知られており、マヌエルはモンゴル政権のキリスト教への傾倒に感化されたことで、「十字軍遠征の明白な指導者でかつムスリムに対する不屈の精神の持ち主」 であるルイ9世との間に同盟関係を締結しようと試みたことが使節派遣の目的であると結論付けている。

## マヌエル1世の硬貨
マヌエル1世の治世は、トレビゾンド帝国で大量の硬貨が鋳造された時期としてもよく知られている。大量の硬貨が発行されたのは、金や銀といった希少な貴金属を用いた硬貨を鋳造することで主権国家としての威厳を世に知らしめ、また、統治者によって鋳造された硬貨の価値がその国の経済状況を示す指標となっていたためであるとされる。現代の歴史家Otto Retowskiによると、マヌエル1世の治世では、一部の硬貨はアンドロニコス1世の造幣局で鋳造された硬貨であったものの、マヌエルによって200種類を超える多種多様なアスプロン銀貨が鋳造されたといい、鋳造された硬貨の数は他のどのトレビゾンド皇帝よりも多かったという。ちなみにマヌエル1世に次ぐ数の硬貨を鋳造した皇帝はヨハネス2世であるが、その数は138種と大きく差をつけられている。トレビゾンド帝国の硬貨は帝国外でも広く流通し、特にジョージアで広く用いられた。マヌエル1世の硬貨が非常によく用いられたジョージアでは、貨幣の名称としてマヌエル1世の名が用いられるほどであった。
このようにマヌエル1世の治世に突然多量の硬貨が発行された理由は明確になっていない。しかし、これら全ての硬貨がマネエルの指揮の元で鋳造されたわけではないことは明らかとなっている。歴史家のWrothとRetowskiは、いくつかの硬貨はジョージアでの需要に合わせてジョージア国内で模造・鋳造された硬貨であることを特定している。Michel Kuršanskisは、これらの硬貨の中には、マヌエル1世の後継者であるアンドロニコス帝やゲオルギオス帝が宗主国モンゴルの許可を得た上で鋳造した硬貨も含まれていると主張している。とはいえ、マヌエルの名が刻まれた硬貨の大半は彼の治世の頃に鋳造されていたことは間違いない。
専門家の中には、マヌエル1世の治世にシルクロードの交易ルートが変化したのは、彼が多量の硬貨を鋳造をしたことが原因であると主張する者もいる。モンゴルの武将フレグ・ハンが1258年にバグダードを破壊したことで、アルメニアからユーフラテス谷北部・エルズルム・ジガナ峠を経由してトレビゾンドに至る交易路が再び活性化し、トレビゾンドが交易路の一つになったからだ。しかしAnthony Bryerによれば、トレビゾンド帝国を経由する交易商品にかけられた税金による利益額は、最盛期でも帝国歳入の30%・その他の時期では6%前後であったといい、この交易はトレビゾンドの繁栄に大して貢献することはなかったと主張する。またある他の研究者は、ギュミュシュハーネ地方の銀鉱は13世紀頃のトレビゾンド帝国の支配下にあったと言い、この銀鉱から産出された銀が硬貨鋳造に用いられたはずだと主張しているが、さらなる調査の結果、この銀鉱は18世紀に至るまでに大量の銀が産出されてはいなかったことが明らかになっている。またKuršanskisはこれらの硬貨は宗主国モンゴルへの貢納金として用いられていたはずだと主張するが、この説明ではこれ程の大量の硬貨を鋳造した理由まで説明しきれない。おそらくのところ、これらの貢納金はモンゴルに献上されたのち、再び溶かされた上でその他の硬貨や宝石の製造に用いられたのだろう。

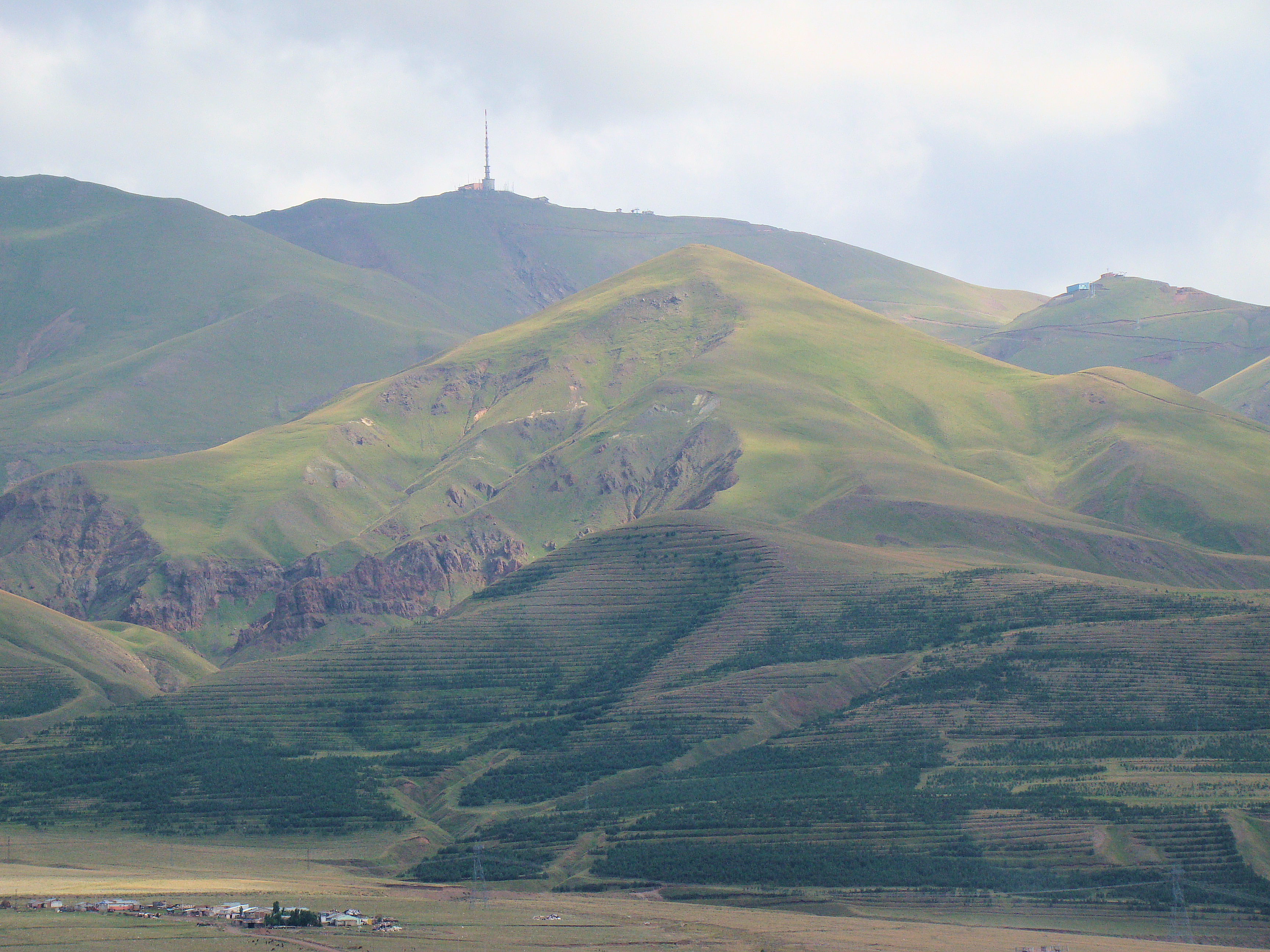
エルズルム郊外からの眺め

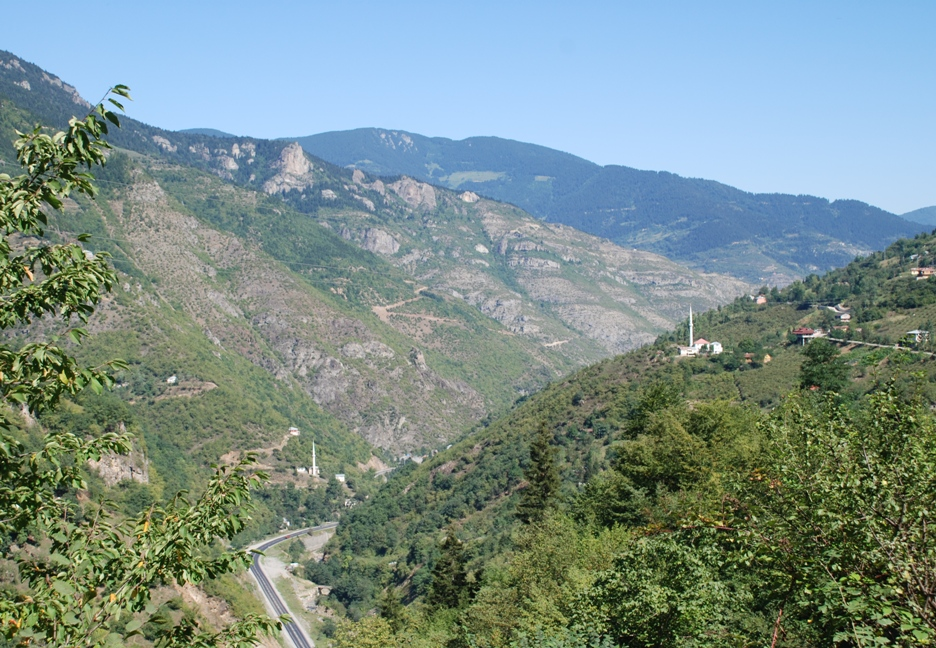
現在のジガナ峠

## 偉業
マヌエル1世は彼の治世において、聖ソフィア大聖堂を建立した。現代の歴史家Eastmondによれば、この大聖堂は 当時のビザンツ帝国建築物の中で最も良い保存状態で残っている建築物であるという。1261年にビザンツ皇族ミカエル8世パレオロゴスがラテン帝国からコンスタンティノープルを奪還した際、彼はマヌエル1世に対して『ローマ人の皇帝ならびに独裁官』 の称号を破棄するよう要求したという。この称号はビザンツ皇帝にしか名乗ることを許されていない称号であったからだ。

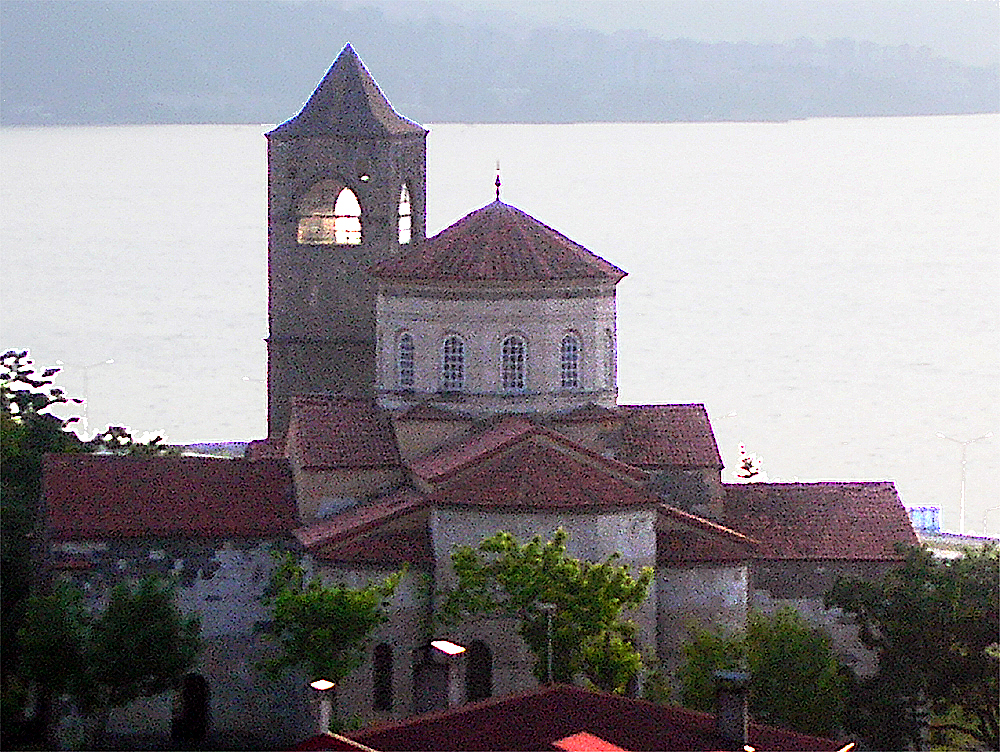
トレビゾンドに聳え立つ聖ソフィア大聖堂

## 家族
マヌエルは初代トレビゾンド帝国皇帝アレクシオス1世の息子であった。彼には兄ヨハネス1世がおり、マヌエルの先帝がこの兄ヨハネスであった。1214年のシノーペー包囲戦の際、「アレクシオス1世の息子たちは自ら国を統治することができるほどにまで成長している」との内容の記述が当時の文献に記されていることから、マヌエルは1214年以前に誕生していたものと考えられている。
マヌエルは異なる妃との間に3人の子供がいたとされ、そのうち4人の息子はのちにトレビゾンド皇帝として帝国を統治している。ミラーやフィンレーといった昔の歴史家はマヌエルの息子たちの母親は皆皇妃であったと主張したが、より最近の歴史家であるMichel Kuršanskisは3人のうち2人だけが皇妃であり、ルースダンはマヌエルの愛人であったと主張している。
第一夫人 アンナ・キシラロエ （トレビゾンド貴族の娘）との間の子女は以下の1人である。
- アンドロニコス2世 - 第5代トレビゾンド皇帝

第二夫人ルースダン（ジョージア王族）との間の子女は以下の1人である。
- テオドラ（英語版）

第三夫人エイレーネー・シリカイナ（トレビゾンド貴族の娘）との間の子女は以下の4人である。
- ゲオルギオス（英語版） - 第6代トレビゾンド皇帝
- 氏名不詳の娘 - のちにジョージア王デメトレ2世（英語版）妃となる[28][29]。
- 氏名不詳の娘
- ヨハネス2世（英語版） - 第7代トレビゾンド皇帝